# Campaña de salvamento de los monumentos de Nubia

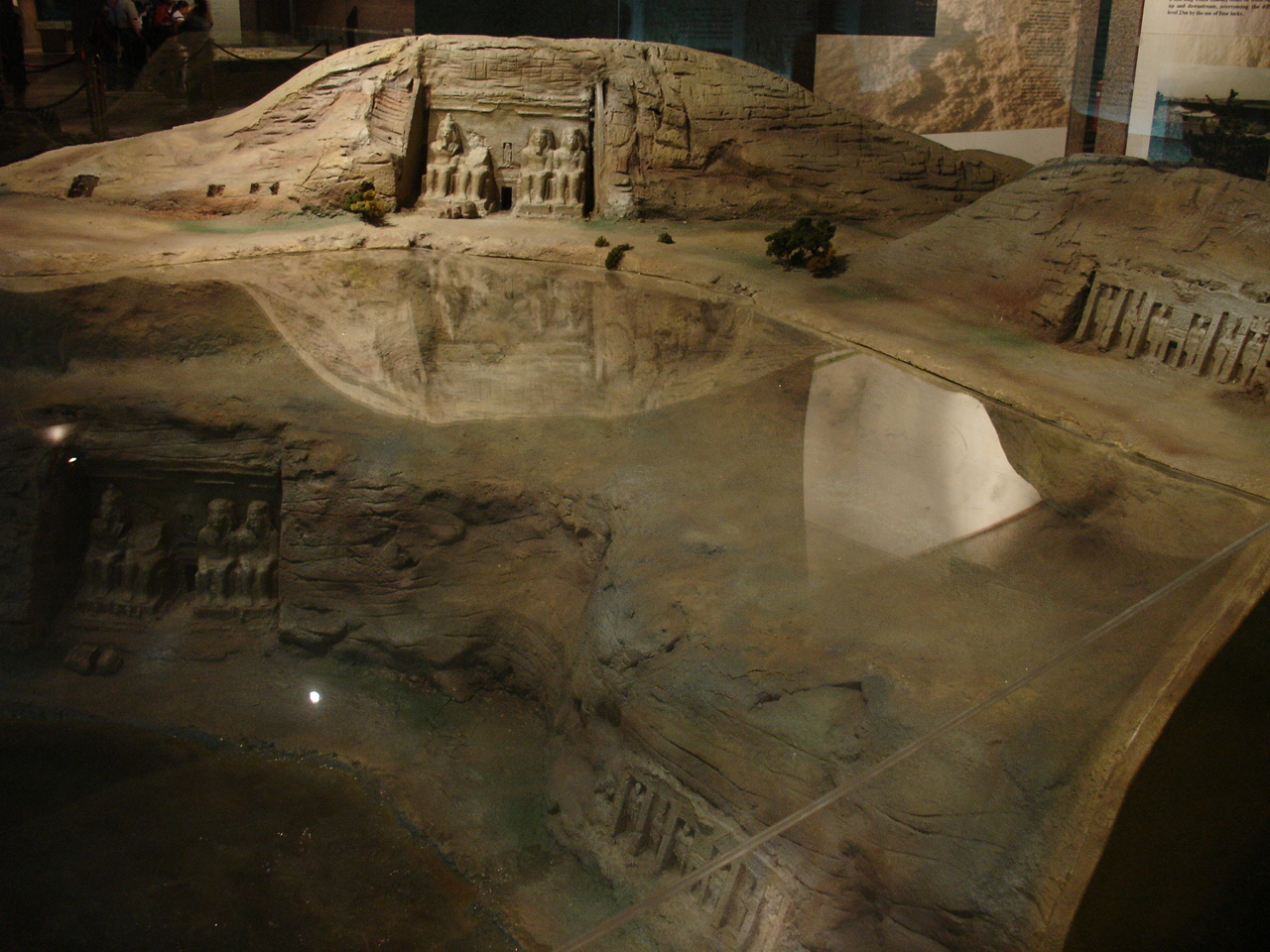
Modelo a escala que muestra la ubicación original y actual del templo (con respecto al nivel del agua) en el Museo de Nubia en Asuán

La Campaña Internacional para Salvar los Monumentos de Nubia fue la reubicación de 22 monumentos en la Baja Nubia, en el sur de Egipto y el norte de Sudán, realizada entre 1960 y 1980. El éxito del proyecto (en particular, la creación de una coalición de 50 países detrás del proyecto) condujo a la creación de la Convención del Patrimonio Mundial en 1972 y, por lo tanto, al sistema moderno de sitios Patrimonio de la Humanidad.
El proyecto comenzó como resultado de la construcción de la Presa de Asuán, en la primera catarata del Nilo, un lugar que definía el límite tradicional del Antiguo Egipto y Nubia. La construcción de la presa daría como resultado la creación del lago Nasser, que sumergiría las orillas del Nilo en toda su longitud de 479 km al sur de la presa, inundando toda el área de la histórica Baja Nubia. Vittorino Veronese, director general de la UNESCO, lo describía en 1960: «No es fácil elegir entre un patrimonio del pasado y el bienestar presente de un pueblo que vive necesitado a la sombra de uno de los legados más espléndidos de la historia, no es fácil elegir entre templos y cultivos».
La revista El Correo de la UNESCO la describió como "la mayor operación de rescate arqueológico de todos los tiempos».
En 1979, los monumentos se inscribieron en la Lista del Patrimonio Mundial como Monumentos nubios desde Abu Simbel hasta Philae.

## Descripción general
En 1959, Egipto y Sudán lanzaron una campaña internacional de donaciones para salvar los monumentos de la Baja Nubia. Las reliquias más meridionales de la civilización del Antiguo Egipto estaban amenazadas por la inminente creación del lago Nasser, que estaba a punto de resultar de la construcción de la represa de Asuán.
El número de monumentos reubicados se ha establecido como 22 o 24, dependiendo de cómo se defina un sitio individual. Solo un sitio arqueológico en la Baja Nubia, Qasr Ibrim, permanece en su ubicación original y sobre el agua. Anteriormente, un asentamiento en lo alto de un acantilado, se transformó en una isla. Los sitios reubicados se pueden agrupar de la siguiente manera:
- 2 grupos de templos se mudaron cerca a sitios casi idénticos.
- 11 templos reconstruidos y agrupados en tres oasis con vistas al lago Nasser.
- 7 templos ubicados en dos museos.
- 5 monumentos enviados a museos occidentales como "donaciones a cambio" de asistencia técnica y financiera.[7]

La lista de monumentos reubicados es la siguiente:
|                                           | Situación histórica | Situación histórica           | Situación histórica |         | Reubicación         | Reubicación         |                                                                           | Situación actual | Situación actual                                            |
| Monumento                                 | Imagen              | Ubicación                     | Periodo             | Época   | Liderada por        | Imagen              | Ubicación                                                                 |                  |                                                             |
| ----------------------------------------- | ------------------- | ----------------------------- | ------------------- | ------- | ------------------- | ------------------- | ------------------------------------------------------------------------- | ---------------- | ----------------------------------------------------------- |
|                                           |                     |                               |                     |         |                     |                     |                                                                           |                  |                                                             |
| Abu Simbel                                |                     | 65 m bajo la actual ubicación | siglo XIII AC       |         | 1964–68             | Coalición           |                                                                           |                  | 65 m sobre la ubicación histórica, en una colina artificial |
| Templo de Isis en File                    |                     | Isla de File                  | 300 AC – 100 AD     | 1972–79 | Coalición           |                     | Isla Agilkia                                                              |                  |                                                             |
|                                           |                     |                               |                     |         |                     |                     |                                                                           |                  |                                                             |
| Templo de Amada                           |                     | Amada                         | siglo XV AC         |         |                     | Francia             |                                                                           |                  | Nueva Amada                                                 |
| Templo de Derr                            |                     | Derr                          | siglo XIII AC       |         | Egipto              |                     |                                                                           |                  | Nueva Amada                                                 |
| Tumba de Pennut en Aniba                  |                     | Aniba                         |                     |         | Egipto              |                     |                                                                           |                  | Nueva Amada                                                 |
|                                           |                     |                               |                     |         |                     |                     |                                                                           |                  |                                                             |
| Templo de Kalabsha (excepto puerta)       |                     | Kalabsha                      | 30 AC               |         | 1962–63             | Alemania Occidental |                                                                           |                  | Nueva Kalabsha                                              |
| Templo de Gerf Hussein                    |                     | Gerf Hussein                  | siglo XIII AC       |         | Egipto              |                     |                                                                           |                  | Nueva Kalabsha                                              |
| Kiosco de Qertassi                        |                     | Qertassi                      | 0 – 100 DC          | 1960    | Egipto              |                     |                                                                           |                  | Nueva Kalabsha                                              |
| Templo de Beit el-Wali                    |                     | Beit el-Wali                  | siglo XIII AC       |         | Egipto              |                     |                                                                           |                  | Nueva Kalabsha                                              |
|                                           |                     |                               |                     |         |                     |                     |                                                                           |                  |                                                             |
| Templo de Dakka                           |                     | Dakka                         | 200 AC – 100 DC     |         |                     | Egipto              |                                                                           |                  | Nuevo Wadi es-Sebua                                         |
| Templo de Maharraqa                       |                     | Maharraqa                     | 0 – 100 DC          |         | Egipto              |                     |                                                                           |                  | Nuevo Wadi es-Sebua                                         |
| Templos de Wadi es-Sebua                  |                     | Wadi es-Sebua                 | 1400–1200 AC        |         | Egipto              |                     |                                                                           |                  | Nuevo Wadi es-Sebua                                         |
|                                           |                     |                               |                     |         |                     |                     |                                                                           |                  |                                                             |
| Templo de Horemheb en Abu Oda             |                     | Abu Oda                       |                     |         |                     |                     |                                                                           |                  | Museo de Nubia, Asuán                                       |
| Templo de Aksha                           |                     | Aksha                         | siglo XIII AC       |         |                     |                     | Museo nacional de Sudán, Jartum                                           |                  |                                                             |
| Templos de Buhen                          |                     | Buhen                         | siglo XIX AC        |         |                     |                     | Museo nacional de Sudán, Jartum                                           |                  |                                                             |
| Templos de Semna East and West fortresses |                     | Semna                         | siglo XX AC         |         |                     |                     | Museo nacional de Sudán, Jartum                                           |                  |                                                             |
|                                           |                     |                               |                     |         |                     |                     |                                                                           |                  |                                                             |
| Templo de Debod                           |                     | Debod                         | siglo I AC          |         | 1960                | España              |                                                                           |                  | Madrid, España                                              |
| Templo de Dendur                          |                     | Dendur                        | 23 AC               |         | Estados Unidos      |                     | Museo Metropolitano de Arte (Nueva York, Nueva York, Estados Unidos)      |                  |                                                             |
| Templo de Taffeh                          |                     | Taffeh                        | 25 AC – 14 DC       | 1960    | Países Bajos        |                     | Rijksmuseum van Oudheden (Leiden, Países Bajos)                           |                  |                                                             |
| Templo de Ellesiya                        |                     | Ellesyia                      | siglo XV AC         |         | Italia              |                     | Museo Egipcio (Turín, Italia)                                             |                  |                                                             |
| Puerta de Kalabsha                        |                     | Kalabsha                      | 30 AC               | 1962–63 | Alemania Occidental |                     | Museo Egipcio de Berlín (Berlín, Alemania) – parte del Templo de Kalabsha |                  |                                                             |

## Contribuciones
Dada la inminente inundación de una amplia área, Egipto y Sudán alentaron a los equipos arqueológicos de todo el mundo a realizar el trabajo de la manera más amplia posible. Aproximadamente 40 equipos de todo el mundo llegaron a la región para explorar un área de aproximadamente 500 km de longitud. Además de las operaciones de reubicación, muchos países participaron en trabajos de excavación y conservación. 
Entre los países que contribuyeron a la operación están: Alemania Occidental, Alemania Oriental, Argentina, Austria, Bélgica, Canadá, Checoslovaquia, Dinamarca, Egipto, España, Estados Unidos, Finlandia, Francia, Ghana, Hungría, India, Italia, Noruega, Países Bajos, Polonia, Reino Unido, Sudán, Suecia, Suiza, Unión Soviética y Yugoslavia.
Además de participar directamente en las operaciones de rescate de alto perfil de Abu Simbel y Philae, la Organización de Antigüedades Egipcias llevó a cabo el rescate de muchos templos y monumentos más pequeños utilizando sus propios medios financieros y técnicos.
El costo de la operación se calculó en 36 millones de dólares. La Unesco se había propuesto reunir 20 millones y medio de dólares y al 16 de noviembre de 1963 se habían reunido unos 17 millones. El gobierno de la República Árabe Unida, se había comprometido a pagar la diferencia por lo que se dio inicio al trabajo de reubicación.
Contribuciones financieras (en dólares) para la preservación de Abu Simbel:
- Afganistán, 2.000
- Arabia Saudita, 40.000
- Argelia, 105.000
- Austria, 25.000
- Bélgica, 16.975
- Bolivia, 7.000
- Brasil, 12.850
- Camboja, 5.000
- Camerún, 26.000
- China, 2.000
- Chipre, 2.800
- Cuba, 160.000
- Dinamarca, 15.000
- Ecuador, 1.000
- España, 270.000
- Estados Unidos de América, 12.000.000
- Filipinas, 10.000
- Francia, 1.000.000
- Ghana, 46.000
- Grecia, 30.000
- India, 588.000
- Indonesia, 10.000
- Irak, 60.000
- Italia, 856.000
- Japón, 20.000
- Koweit, 50.000
- Líbano, 33.330
- Libia, 26.000
- Luxemburgo, 40.000
- Malasia, 10.000
- Mali, 2.040
- Marruecos, 86.000
- Mónaco, 10.200
- Nepal, 1.000
- Nigeria, 53.200
- Países Bajos, 435.600
- Pakistán, 130.000
- Catar, 55.000
- Reino Unido, 213.000
- Rumania, 5.000
- Santa Sede,10.000
- Sierra Leona, 2.800
- Suecia, 500.000
- Suiza, 230.000
- Togo, 815
- Túnez, 12.000
- Turquía, 3.000
- Uganda, 5.600
- Uruguay, 10.000
- Yugoslavia, 226.000
- Orden de Malta,1.000.